# Neal Marshall
Neal Gregory Marshall (ur. 13 czerwca 1969 w Victorii) – kanadyjski łyżwiarz szybki, brązowy medalista mistrzostw świata oraz zdobywca Pucharu Świata.

## Kariera
Swój jedyny medal na międzynarodowej imprezie Neal Marshall wywalczył w 1997 roku, kiedy zajął trzecie miejsce w biegu na 1500 m podczas dystansowych mistrzostw świata w Warszawie. W zawodach tych wyprzedzili go jedynie Rintje Ritsma z Holandii oraz Norweg Ådne Søndrål. Dziesięciokrotnie stawał na podium zawodów Pucharu Świata, odnosząc przy tym trzy zwycięstwa: 26 listopada 1994 roku w Berlinie, 22 stycznia 1995 roku w Davos i 9 grudnia 1995 roku w Oslo był najlepszy na 1500 m. Najlepsze wyniki osiągnął w sezonie 1994/1995, kiedy zwyciężył w klasyfikacji końcowej na 1500 m. W tej samej klasyfikacji był też drugi w sezonach 1995/1996 i 1996/1997. Wyprzedzili go jedynie odpowiednio Japończyk Hiroyuki Noake, a następnie Rintje Ritsma. W 1992 roku wystartował na igrzyskach olimpijskich w Albertville, zajmując między innymi 26. miejsce w biegach na 5000 i 10 000 m. Na rozgrywanych dwa lata później igrzyskach w Lillehammer zajął siódmą pozycję na dystansie 1500 m. Brał również udział w igrzyskach w Nagano w 1998 roku, gdzie w swoim jedynym starcie, biegu na 1500 m, zajął 30. miejsce. W 1998 roku zakończył karierę.
Jego brat Kevin Marshall oraz szwagierka Moira D’Andrea również uprawiali łyżwiarstwo szybkie.